# La Goula
Pour l’article homonyme, voir Goula (langue).
Pour plus de détails, voir Fiche technique et Distribution.
La Goula est un court métrage français réalisé par Roger Guillot en 1986.
Il a remporté le César du meilleur court métrage de fiction en 1987.

## Synopsis
Dans un hypermarché, une jeune caissière en surpoids « La Goula » est la cible de la moquerie de ses collègues.

## Fiche technique
- Réalisation : Roger Guillot
- Photographie : Roland Querry
- Montage : Josie Miljevic
- Durée : 34 minutes
- Date de sortie : 
  - France : 1986

## Distribution
- Catherine Hosmalin : La Goula
- Pierre Banderet : Denis
- Charlotte Walior
- Brigitte Buc
- Karin Viard

## Distinctions
- César du meilleur court métrage de fiction
- Prix du public et grand prix du Festival international du court métrage de Clermont-Ferrand[1],[2].